# برادي بويد
برادي بويد (بالإنجليزية: Brady Boyd)‏ هو قس أمريكي، ولد في 11 يناير 1967 في لوغانسبورت في الولايات المتحدة.